# ウィリアム・スタインバーグ
ウィリアム・スタインバーグ（William Steinberg, 1899年8月1日 - 1978年5月16日）は、ユダヤ系ドイツ人の指揮者。第二次世界大戦後にアメリカを中心に活動しており、もっぱら英語名で知られる。また、ピアニストとして活動したこともあり、オットー・クレンペラーの指揮で『月に憑かれたピエロ』のピアノ・パートを演奏したこともある。

## 略歴
ケルンに生まれ、本名はハンス・ヴィルヘルム・シュタインベルク（Hans Wilhelm Steinberg）といった。1933年にナチスによりフランクフルト歌劇場から引退を余儀なくされた上、演奏活動を制限されたことから、1936年にイギリス委任統治領パレスチナに移住した。同地でブロニスワフ・フーベルマンらと共にパレスチナ交響楽団（現イスラエル・フィルハーモニー管弦楽団）を結成し、指揮者を務める。
第二次世界大戦後に欧米の楽壇に復帰し、1945年から1953年までバッファロー・フィルハーモニー管弦楽団を、1950年代にはロンドン・フィルハーモニー管弦楽団を指揮した。1952年にピッツバーグ交響楽団の音楽監督に就任し、1976年までの長期間にわたって同楽団を指導した。同楽団とは来日公演も行っている。名ヴァイオリニスト、ナタン・ミルシテインと組んだ協奏曲の録音などでも有名である。また、1969年から1972年までボストン交響楽団音楽監督を兼任している。さらには、ニューヨーク・フィルハーモニックの顧問を務めたこともあった。なお、ニューヨーク・フィルハーモニックで当時アシスタントを務めていた小澤征爾は、スタインバーグのコンサートでコーラスの練習などを担当しており、一緒に食事に行く仲でもあった。
ニューヨークで他界した。
息子のピンカス・スタインバーグも指揮者である。